# Walter Schmid (Verleger)
Walter Schmid (* 16. November 1903 in Frauenfeld, Kanton Thurgau; † 8. September 1988 in Bern) war ein Schweizer Verleger und Schriftsteller.

## Leben
Nachdem der gebürtige Frauenfelder Walter Schmid Sprach- und Handelsschulen in Lausanne und London absolviert hatte, trat er 1927 eine Stelle im Hallwag Verlag in Bern an. Dort erfolgte 1937 seine Wahl zum Direktor, eine Position, die er bis zu seiner Verabschiedung in den Ruhestand 1969 innehielt.
Walter Schmid übte zusätzlich von 1955 bis 1958 das Amt des Zentralpräsidenten des Schweizer Buchhändler- und Verleger-Verbandes aus. Des Weiteren gehörte Schmid von 1958 bis 1968 dem Vorstand der Internationalen Verleger-Union an. Walter Schmid trat insbesondere als Verfasser von Berg- und Heimatbüchern hervor.

## Publikationen (Auswahl)
- Aargau. Hallwag, Bern 1946
- Romantische Schweiz: Aus Literatur und Graphik des 18. und 19. Jahrhunderts. Hallwag, Bern 1952
- Selbander zum Kilimandscharo. Hallwag, Bern, 1959
- Fünfzig Sommer in den Bergen: Erlebnisse und Erkenntnisse. Hallwag, Stuttgart-Bern 1970
- Zermatt im Sommer und Winter: ein Führer für Spaziergänger, Wanderer, Bergsteiger und Skifahrer. 6. Auflage, Hallwag, Bern 1971
- Komm mit mir ins Wallis. 11. Auflage, Hallwag, Stuttgart-Bern 1973
- Menschen am Matterhorn. Ungekürzte Ausgabe, Ullstein, Frankfurt/M.-Berlin-Wien 1980